# Horoiata, Vaslui
Horoiata este un sat în comuna Bogdănești din județul Vaslui, Moldova, România.

## Prezentare
Satul Horoiata face parte din Comuna Bogdănești, Vaslui.
Ca atestare secolul XV.
Vechea denumire a localității si pârâului cu același nume, Horoiata este Hovrăleata sau Horaeța.